# Carl von Bergen (präst)
Carl von Bergen, född 9 januari 1702 i Stockholm, död 4 augusti 1760, var en präst, känd för den långvariga förföljelse han utsattes för av stiftens andra präster och biskopar i anledning av sin pietistiska nit. 
Carl var son till amiralitetsöverkommissarien Johan von Bergen och Elisabet Gripenmarck. Han växte upp i Karlskrona, dit föräldrarna flyttade då han var liten. 1719 blev han student vid Lunds universitet, blev filosofie magister 1723 och kallades redan 1726 genom patronus önskan till kyrkoherde i Ekeby och Frillestads socknar. Han tillträdde tjänsten året därpå, samma år som han prästvigdes. Redan från sina studieår var Bergen starkt influerad av pietismen, men efter hustruns död efter långvarig sjukdom 1736 verkar hans religiositet ha fördjupats. Han började ivra för en sträng kyrkotukt och höll med utsedda uppsyningsmän en noggrann uppsikt för församlingsbornas leverne. Bergen höll även bibelsamtal i sitt hem och ivrade i sin predikningar mot synd och ytlig gudstro. Han började även på eget bevåg ändra de kyrkliga ceremonierna. 
Samtidigt med Bergen verkade Peter Murbeck i en liknande anda i grannsocknarna Hässlunda och Risekatslösa. 1739 kom uppgifter om Bergens förehavande till de ortodoxe Henric Benzelius' kännedom. Denne fungerade som domprost som ställföreträdande biskop i Carl Papkes frånvaro vid riksdagen och beslöt i mars 1739 att anställa visitation hos de båda kyrkoherdarna. Bergen kom att protestera mot visitationen, vägrade inställa sig i samband med stämningar. Sedan han slutligen gett med sig och börjat samarbeta avled biskopen och den ortodoxe Benzelius blev hans efterträdare. Bergen avsattes i juli 1745 som präst. Efter fortsatt överklagan återinsattes Bergen dock i augusti 1752 till sitt ämbete sedan avsättningsdomen upphävts.